# نیکولای اورلوف (کشتیگیر)
نیکولای اورلوف (روسی: Николай Орлов) کشتی‌گیر اهل روسیه بود. از افتخارات وی میتوان به کسب مدال نقره وزن lightweight در بازی‌های المپیک تابستانی ۱۹۰۸ اشاره کرد.